# اچ‌ام‌اس کامبرلند (۱۷۱۰)
اچ‌ام‌اس کامبرلند (۱۷۱۰) (به انگلیسی: HMS Cumberland (1710)) یک کشتی بود که طول آن ۱۵۶ فوت (۴۷٫۵ متر) بود.